# Fælledparken
Fælledparken – największy park publiczny stolicy Danii, Kopenhagi. Park znajduje się w dzielnicy Østerbro obok Narodowego Stadionu Piłkarskiego Telia Parken. 

## Historia
Park o powierzchni około pół kilometra kwadratowego powstał w wyniku konkursu w latach 1908–1914 na podstawie projektu duńskiego architekta krajobrazu Edvarda Glæsela we współpracy z gminą (duń.: fælled) Kopenhagi. Stąd wzięła się nazwa parku. W obrębie parku znalazły się boiska treningowe (piłkarskie i krykieta) klubu sportowego Kjøbenhavns Boldklub założonego w 1876 roku. Boiska te są użytkowane do dziś. W parku wytyczono szeroką ścieżkę spacerowo-biegową długości 3,5km oraz miejsca sportowo rekreacyjne. Na terenie parku znajduje się jezioro z możliwością uprawiania sportów wodnych, a wokół niego są miejsca rekreacyjne porośnięte trawą i obsadzone ozdobnymi kwiatami. W latach 1926–1930 postawiono pomnik z brązu Genforenings autorstwa rzeźbiarza Axela Poulsena; wybudowano pawilon gastronomiczny w kształcie okrąglaka – Café Pavillonen; wytyczono miejsce zabaw dla dzieci. W roku 2009 oddano do użytku największy skatepark w Europie służący zarówno amatorom jak i zawodowcom. W parku obywa się wiele imprez okolicznościowych, między innymi: festyn z okazji Międzynarodowego Dnia Pracy (1 maja), festiwal zielonoświątkowy, festyn świętojański.

## Atrakcje parku
- Ścieżka do spacerów i biegania o długości 3,5 km i szerokości sześciu metrów
- Ogród kwiatowy z ławkami i widokiem na jezioro
- Plac zabaw dla małych dzieci
- Sześć boisk piłkarskich w tym jedno ze sztuczną murawą
- Scena taneczna na wolnym powietrzu
- Największy skate park w Europie
- Tor dla amatorów jazdy na hulajnodze
- Café Pavillonen
- Stanowiska do ćwiczeń rekreacyjnych
- Lądowisko dla śmigłowców[4]

## Galeria

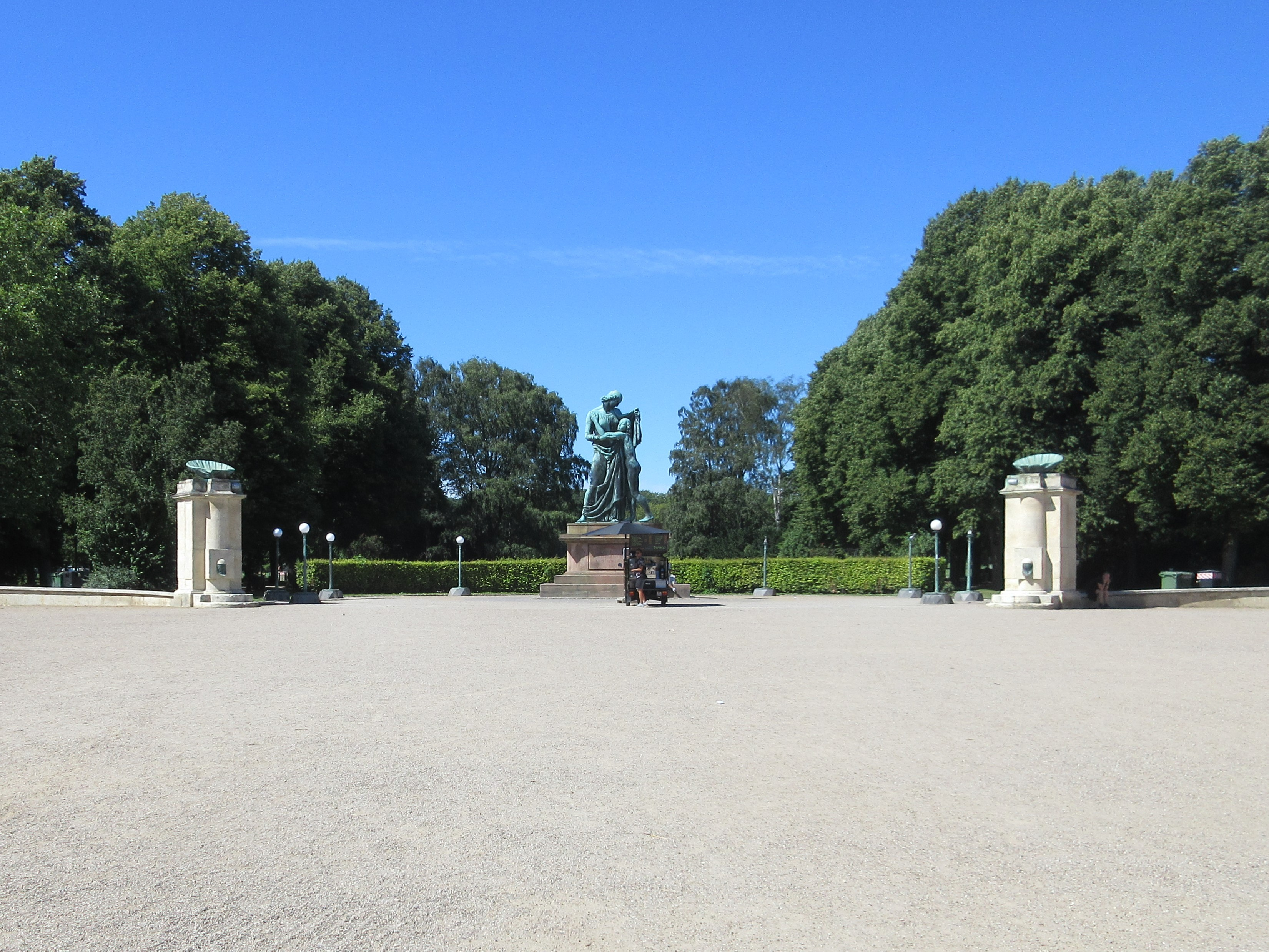
Główne wejście do parku.
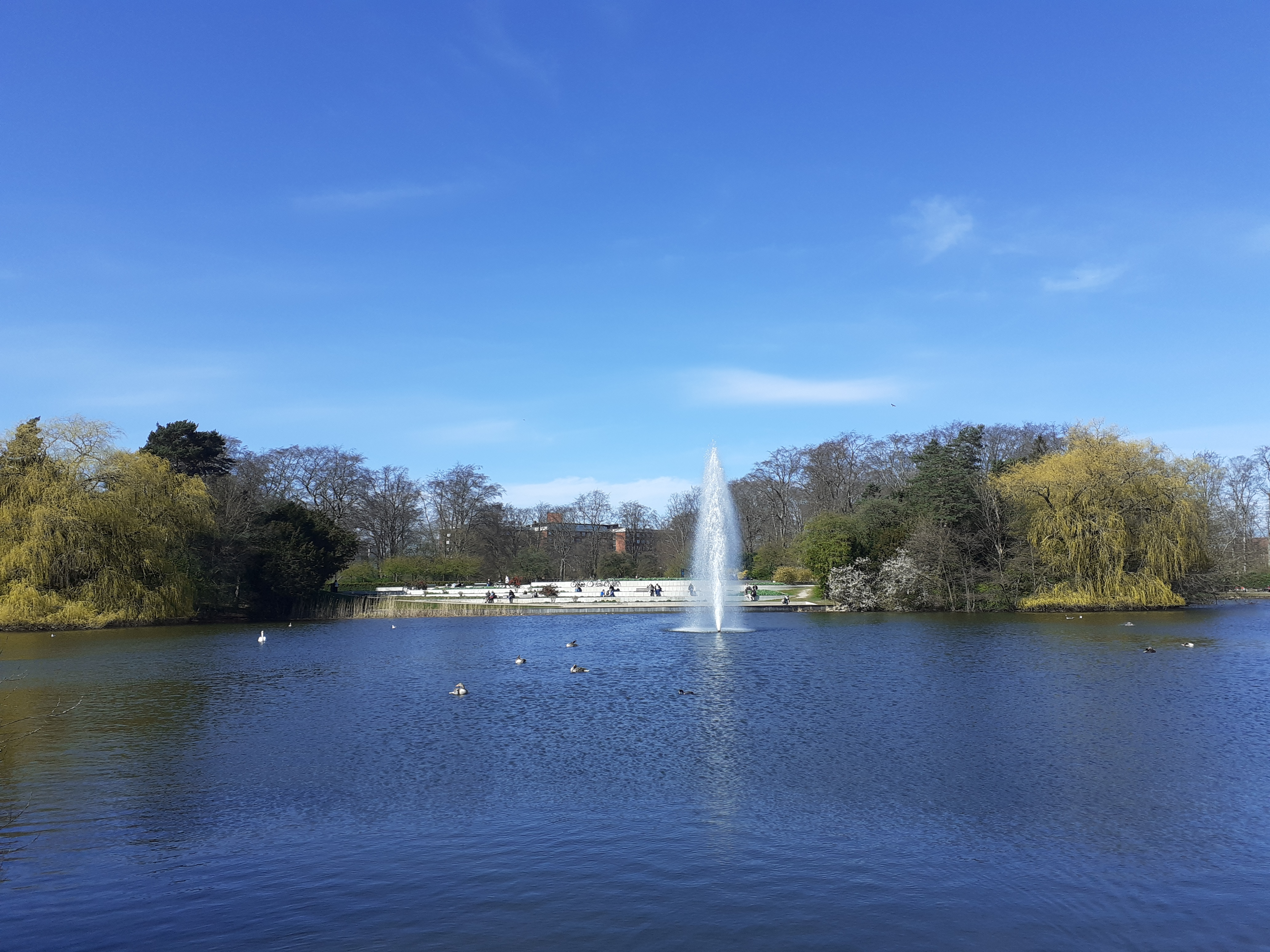
Jezioro.
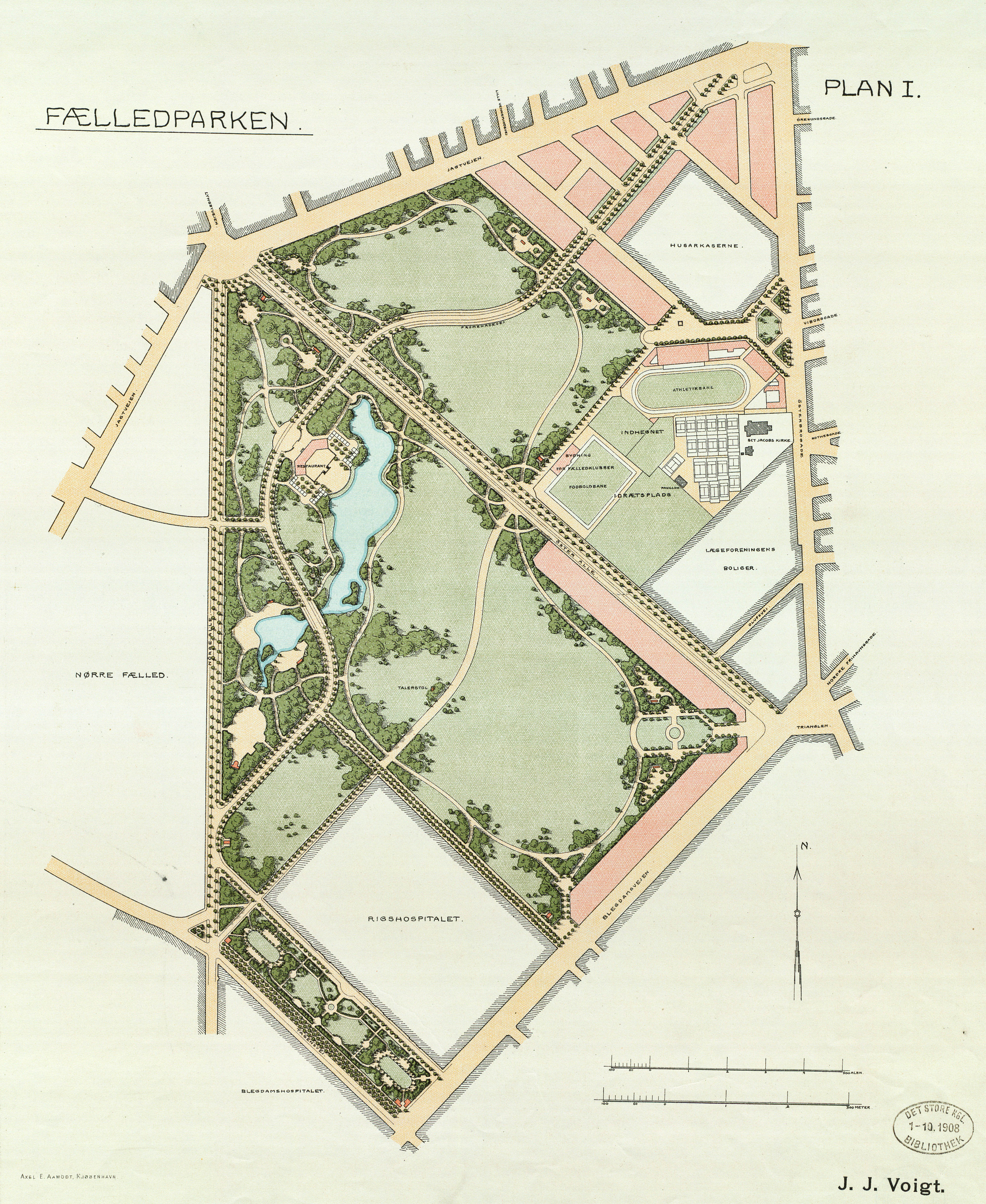
Plan parku 1908.
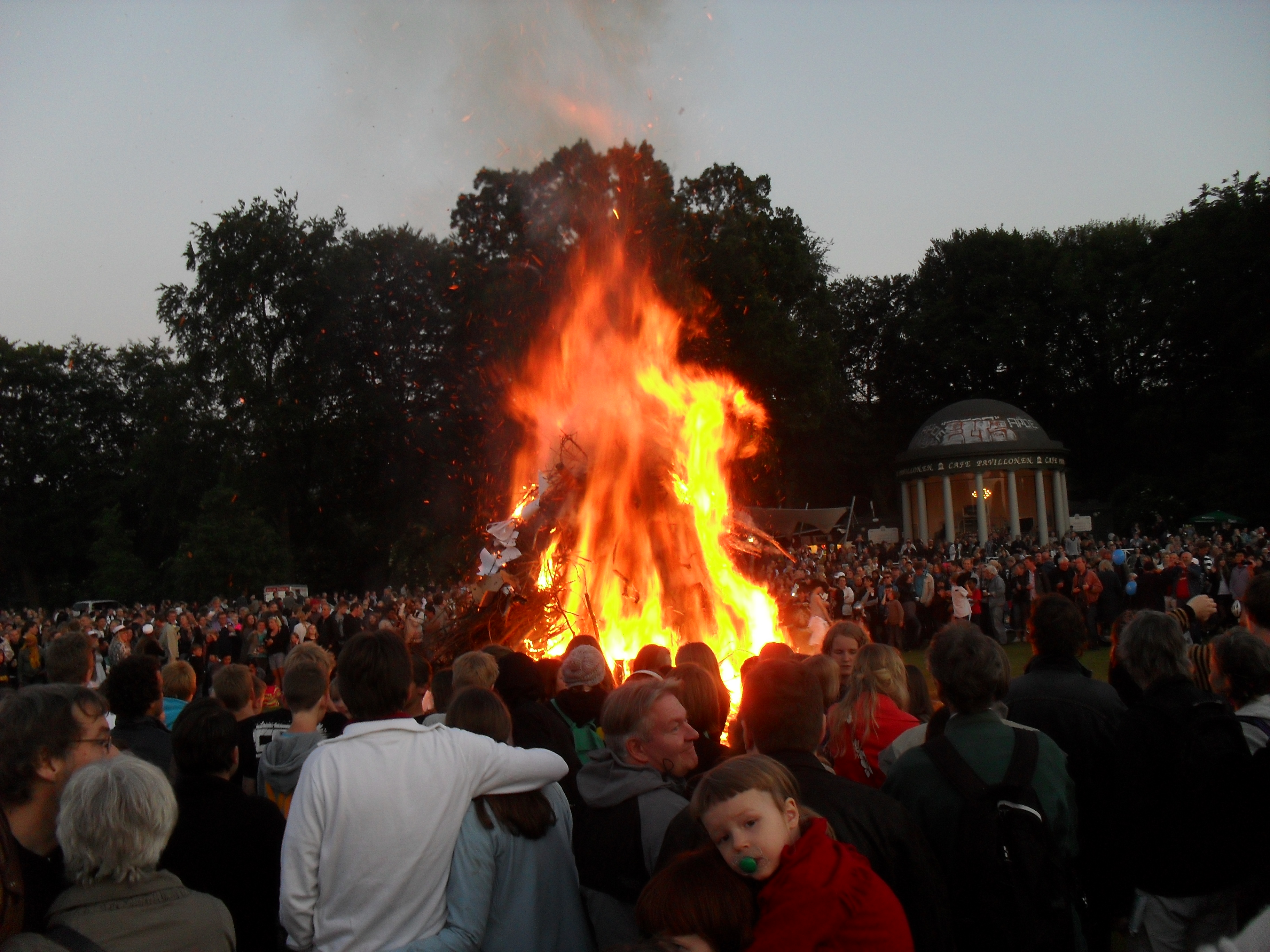
Festyn świętojański.
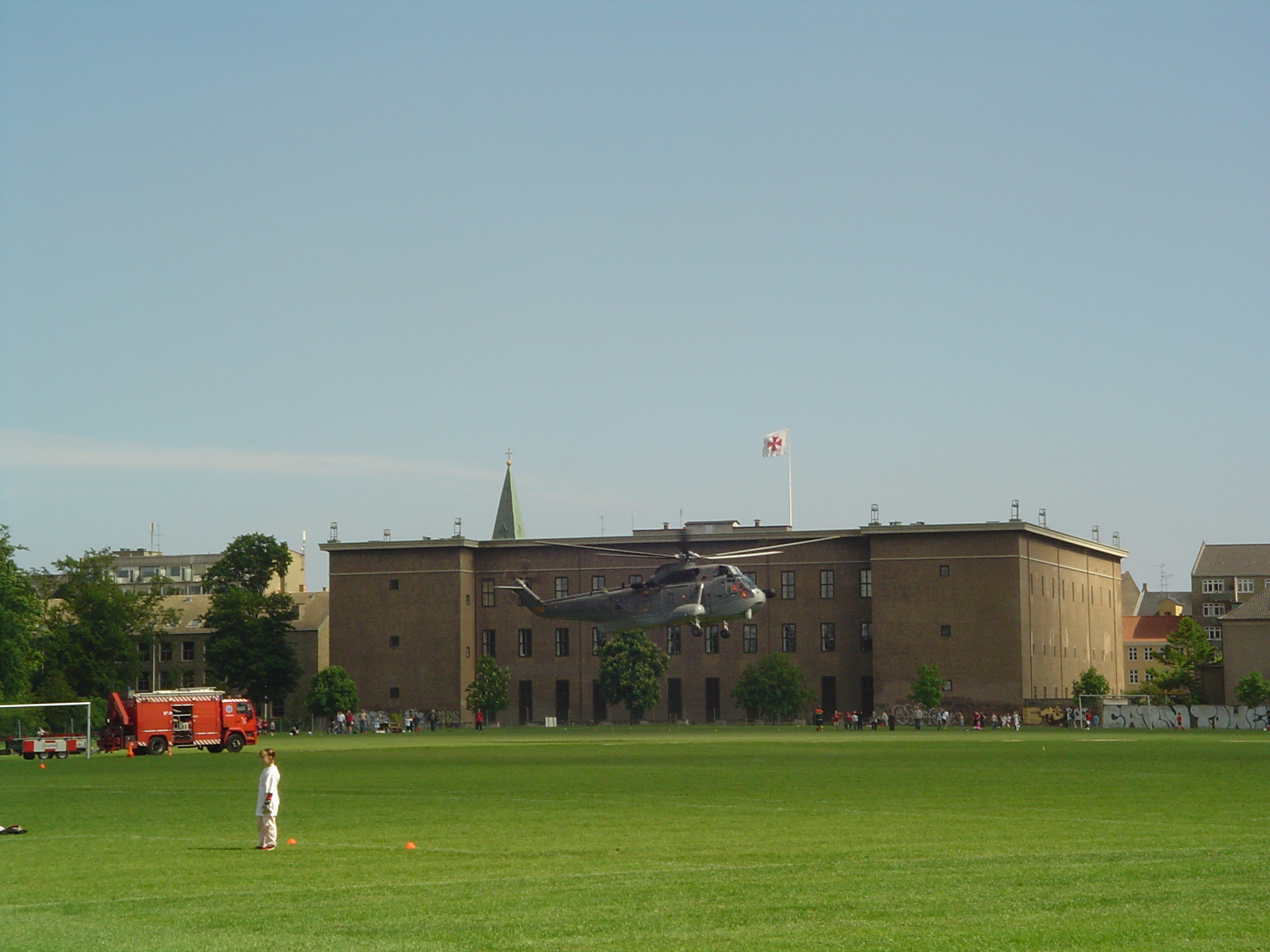
Lądowisko śmigłowców.
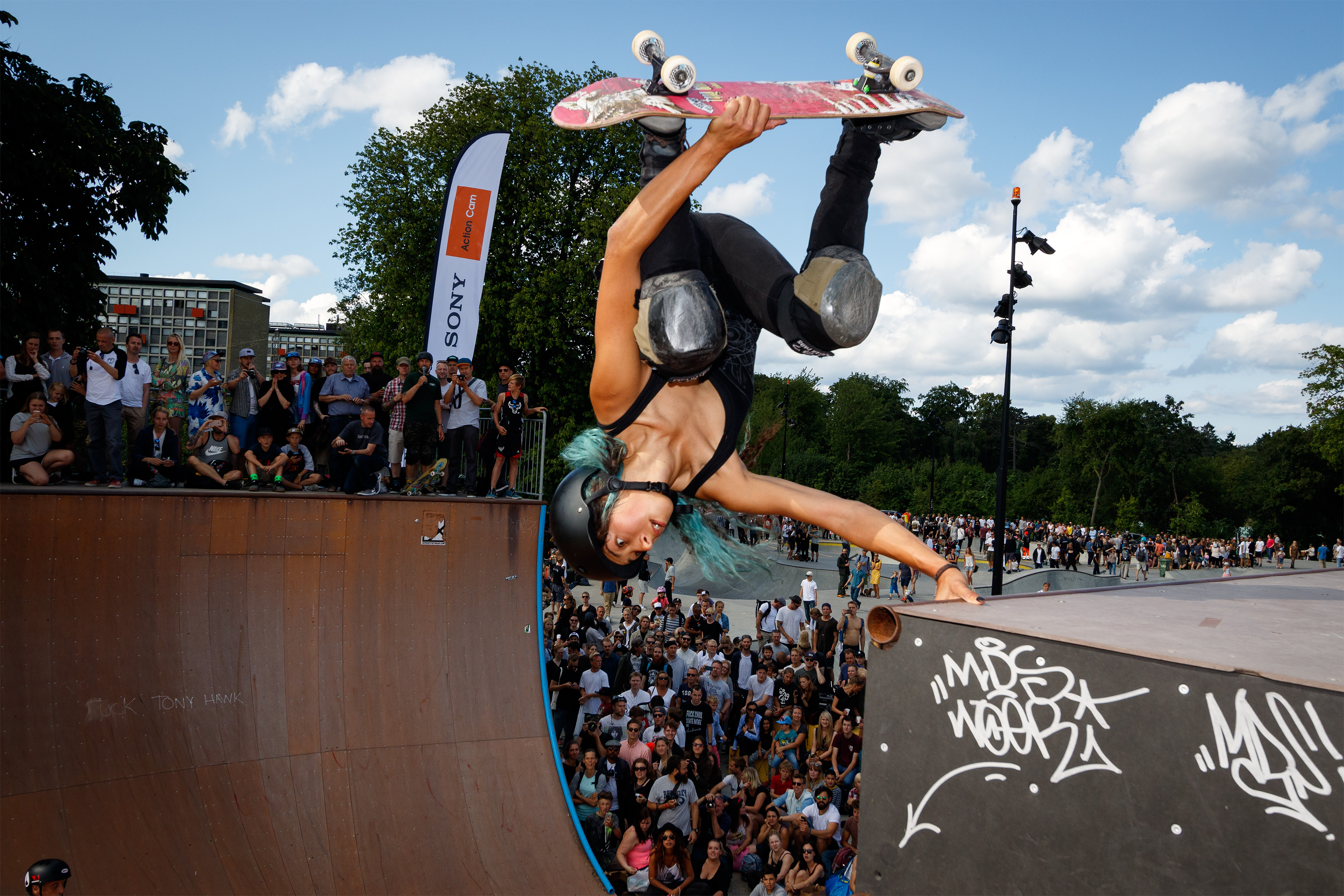
Skatepark.